# Mats Deijl
Mats Deijl, né le 15 juillet 1997 à Flardingue aux Pays-Bas, est un footballeur néerlandais qui évolue au poste d'arrière droit au Go Ahead Eagles.

## Biographie

### En club

#### FC Den Bosch
Né à Flardingue aux Pays-Bas, Mats Deijl commence sa carrière au FC Den Bosch, faisant ses débuts en professionnel, alors que le club évolue en Eerste Divisie. Il joue son premier match en professionnel le 16 décembre 2016, lors d'une rencontre de championnat face au Fortuna Sittard. Il entre en jeu à la place de Luuk Brouwers lors de cette rencontre remportée par son équipe par quatre buts à zéro. Le 4 janvier 2017, il est définitivement promu en équipe première.

#### Go Ahead Eagles
Lors de l'été 2021, Mats Deijl rejoint librement le Go Ahead Eagles, étant en fin de contrat avec le FC Den Bosch. Le transfert est annoncé dès le 16 juin 2021 et il signe un contrat de trois ans, soit jusqu'en juin 2024.
C'est avec ce club qu'il découvre l'Eredivisie, l'élite du football néerlandais, jouant son premier match le 13 août 2021, lors de la première journée de la saison 2021-2022, face au SC Heerenveen. Il est titularisé et son équipe est battue par un but à zéro. Deijl marque son premier but pour le club le 16 octobre 2021, lors d'une rencontre de championnat face au Heracles Almelo. Il entre en jeu et participe à la victoire de son équipe par quatre buts à deux.

## Palmarès
Go Ahead Eagles
- Coupe des Pays-Bas (1) :
  - Vainqueur en 2025[6],[7]